# 深水埗公園

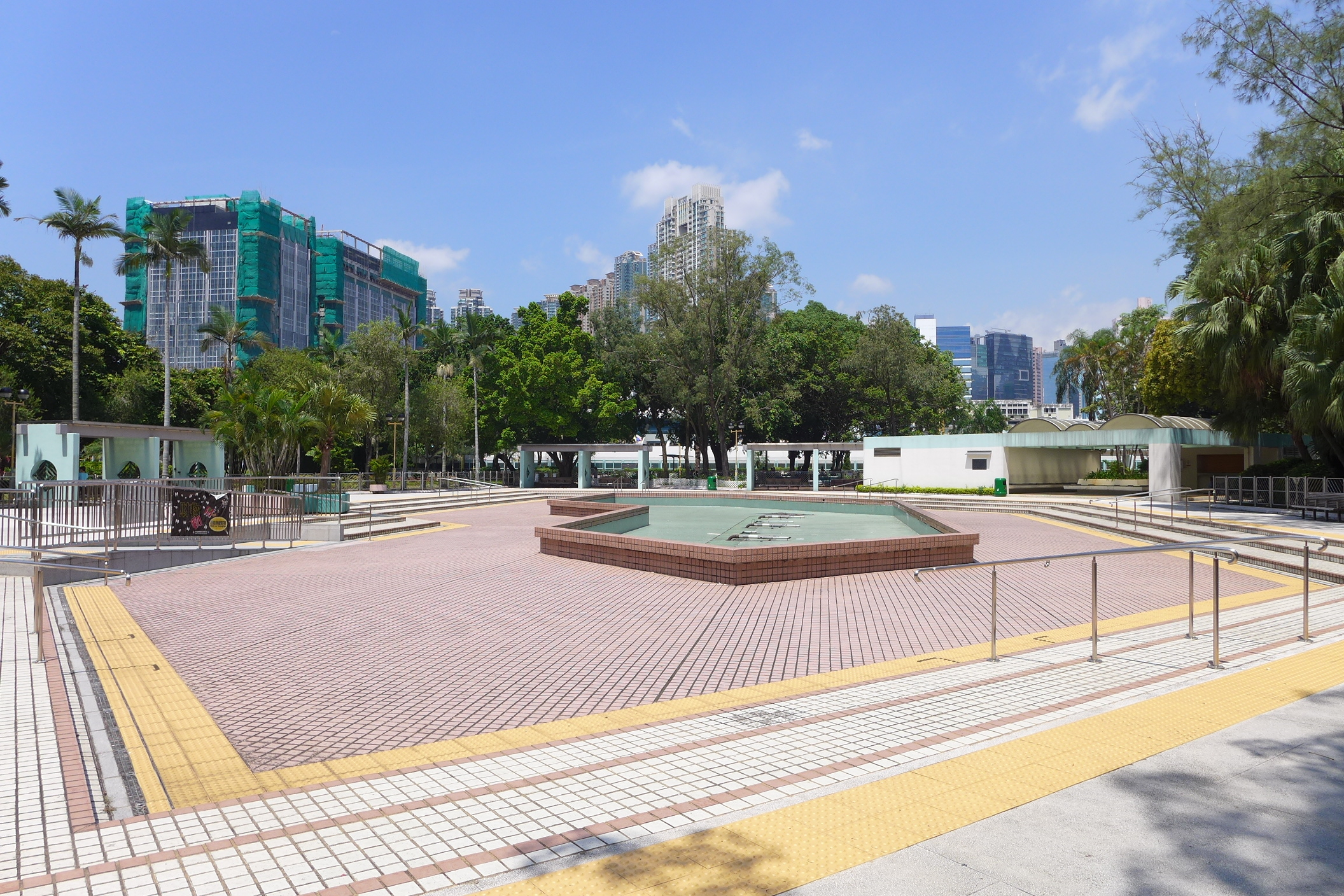
深水埗公園一期噴水池因在2010年有老婦在休息時跌落池中遇溺，最終不治，其後已停用

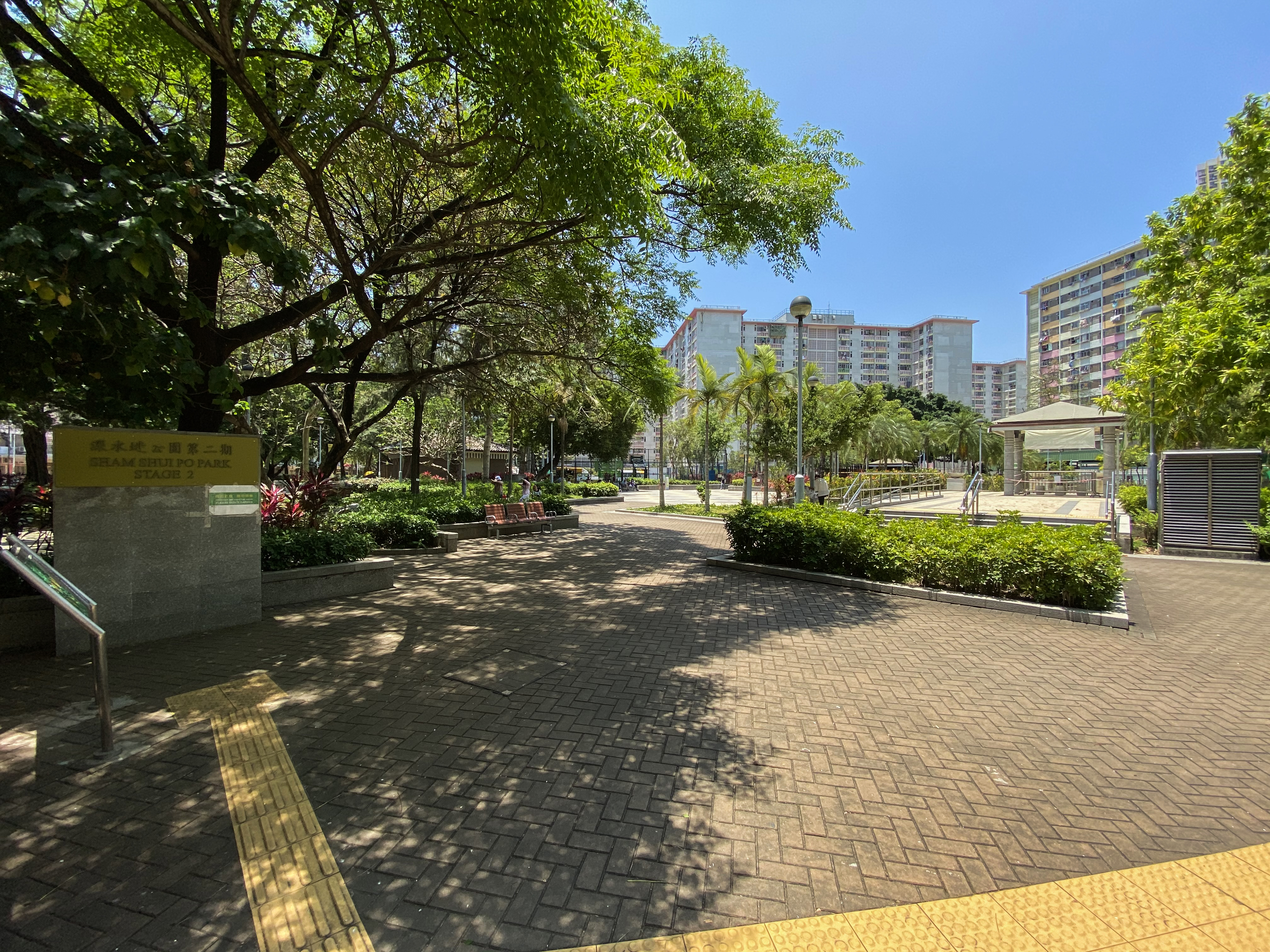
二期公園位於深水埗麗閣邨內，在2008年開放

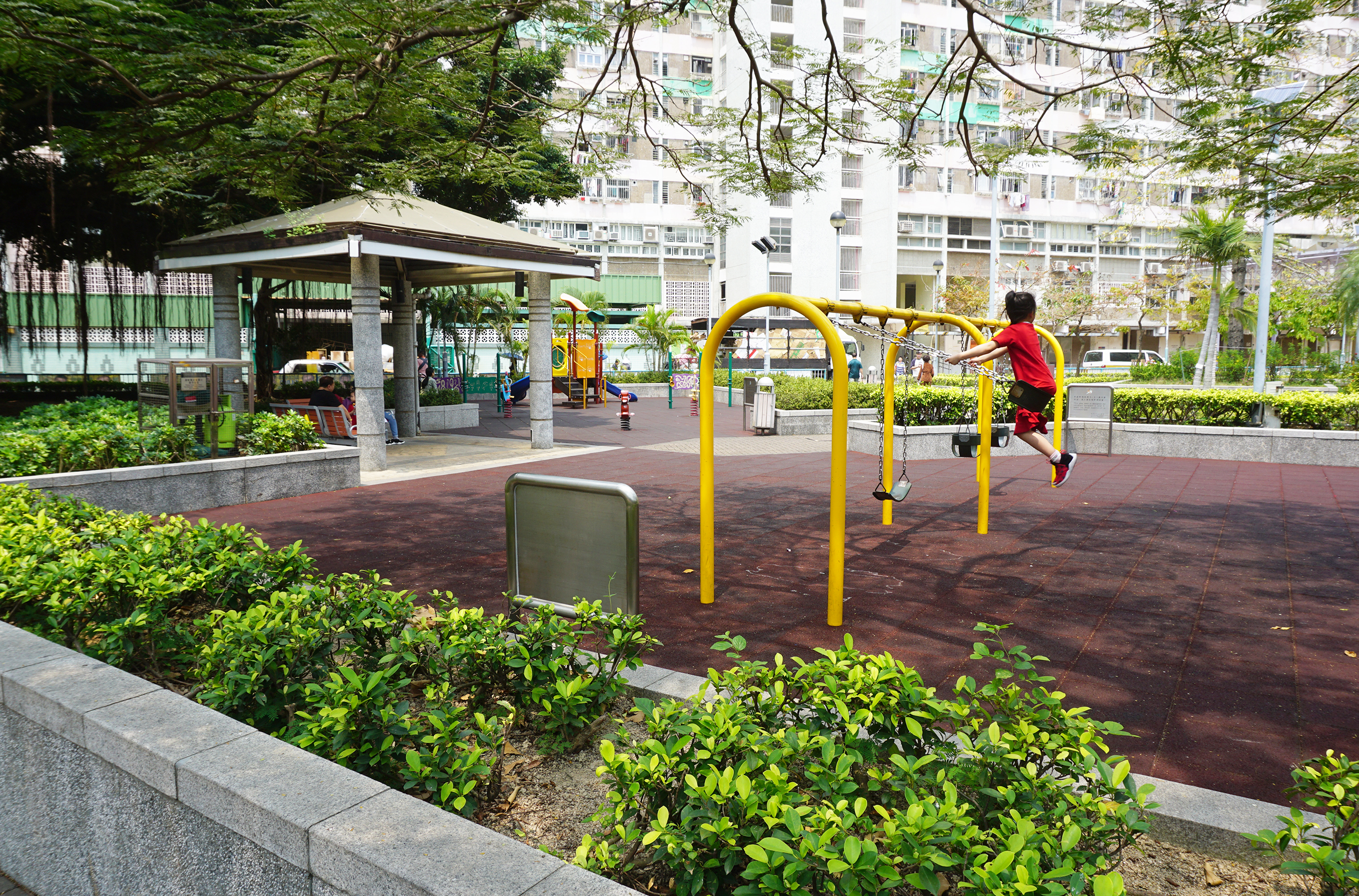
二期涼亭及兒童遊樂場

深水埗公園（英語：Sham Shui Po Park）是香港一個公園，位於九龍深水埗荔枝角道，鄰近寶血會嘉靈學校。公園由康樂及文化事務署管理。深水埗公園游泳池也是位於公園之內，此場地（除吸煙區外）禁止吸煙。
深水埗公園現址前身為1927年建成的深水埗軍營的一部份，香港日治時期曾為戰俘集中營，1983年改建成公園。公園內仍然保留軍營的界石。此外，公園設置了兩塊紀念碑，以及1989年和1991年的兩次植樹，以紀念在香港保衛戰戰死的英國及加拿大軍人。
因應寶血會嘉靈學校極力爭取原區續辦，深水埗公園近海壇街的預留擴建用地於1996年9月改作興建小學，其後建成該校的新校舍。
公園第2期位於深水埗麗閣邨內，面積約1.87公頃，於2008年開放給市民使用。2期的面積比1期小，前身是屋邨公園及臨時單車場。由於政府放棄在臨時單車場建設學校，所以改為興建深水埗公園（第2期）。設施包括涼亭、籃球場、腳底按摩徑、健體設備及兒童遊樂場。
2023年11月26日，深水埗公園的兒童遊樂場完成改建，成為共融遊樂場，以「沙」、「植物」及「水」三個元素為設計理念，設有長13米的旋轉滑梯，是康文署轄下遊樂場內最高和最長的滑梯，亦設攀爬繩網、敲擊樂管和鼓、健身區。公園重建時有擔憂指深水埗軍營界石等歷史文物的去向，康文署則指會原址保留。

## 設施

### 第一期

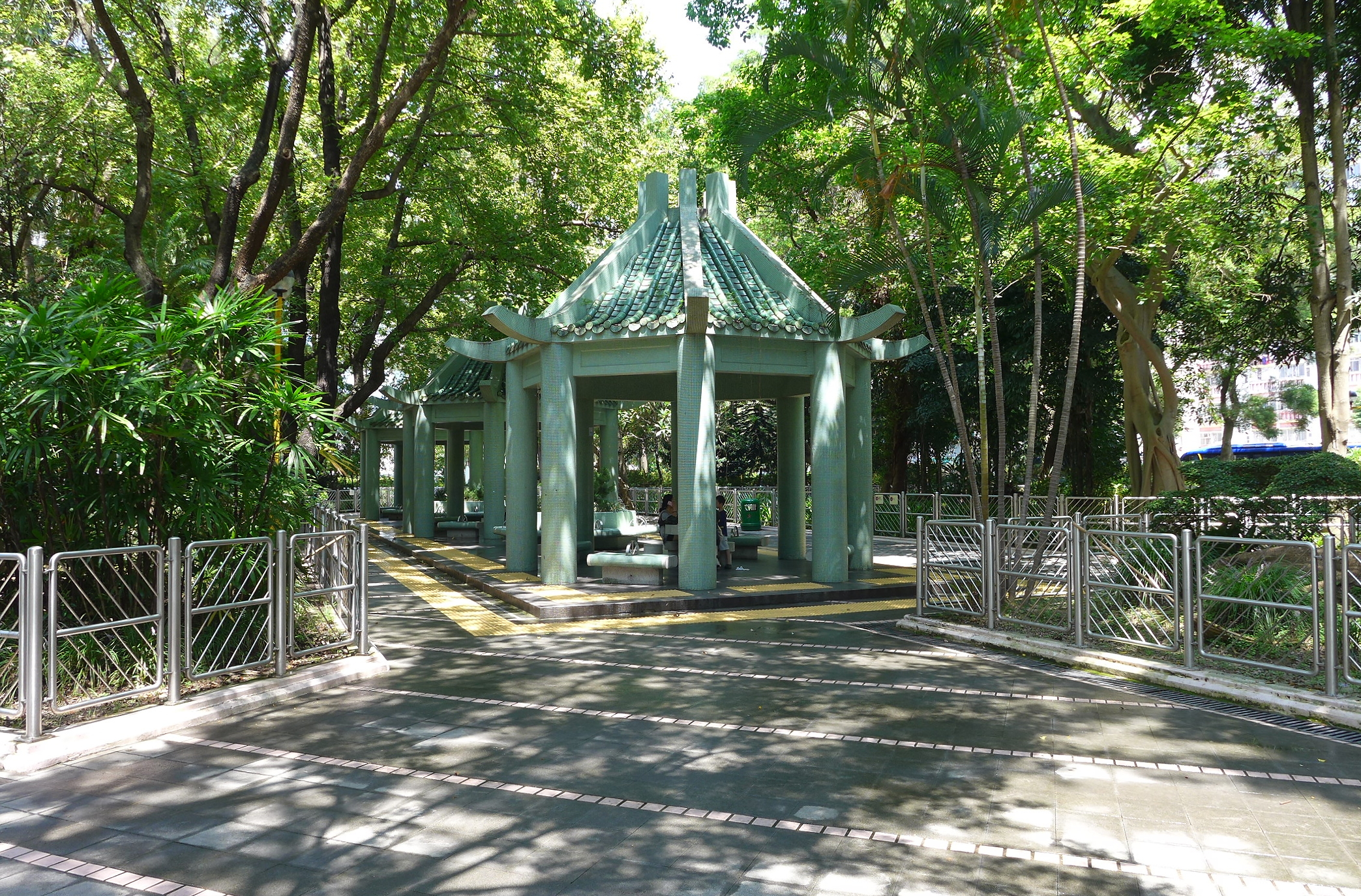
一期的中式涼亭
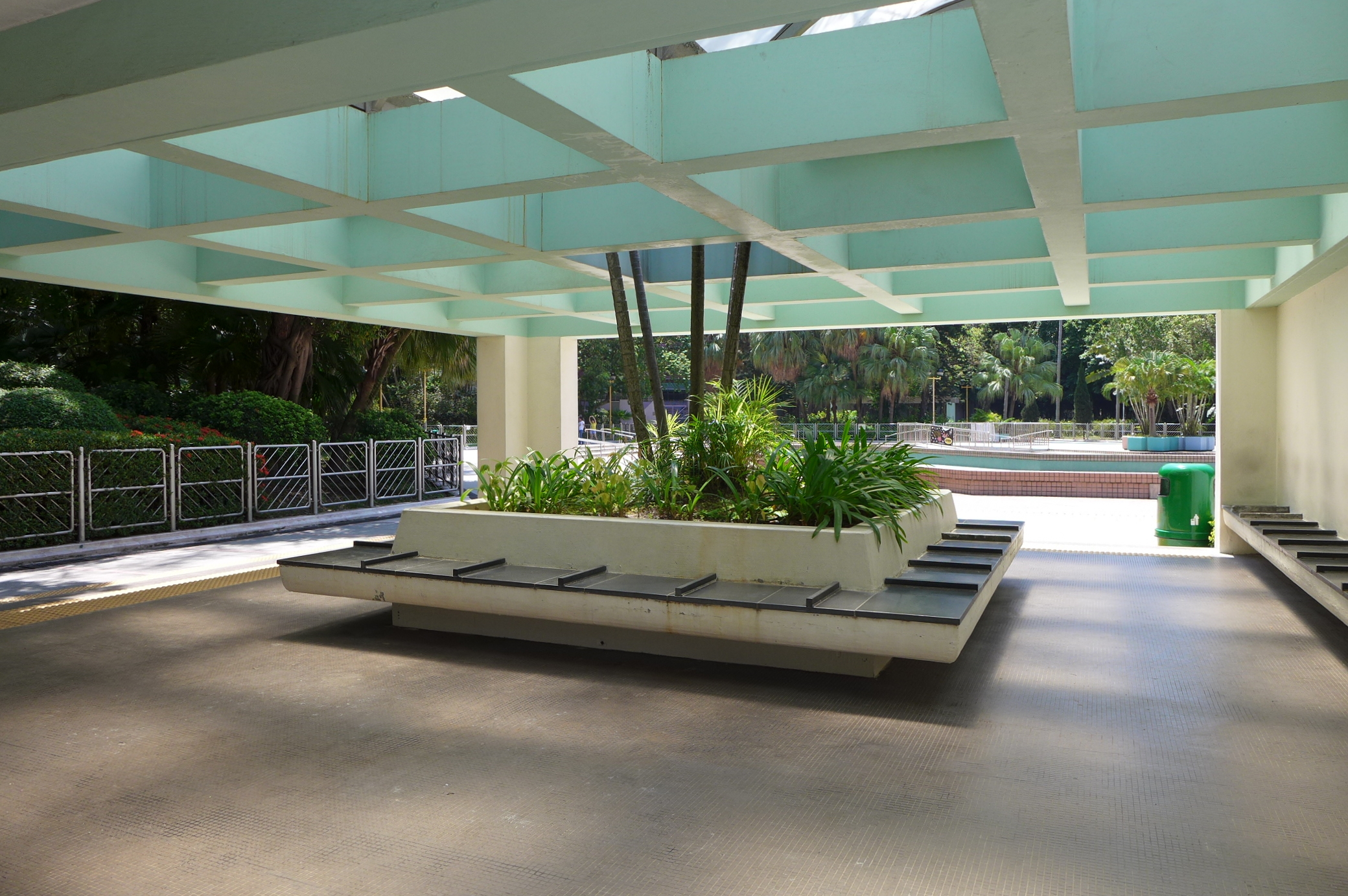
一期的現代風格涼亭
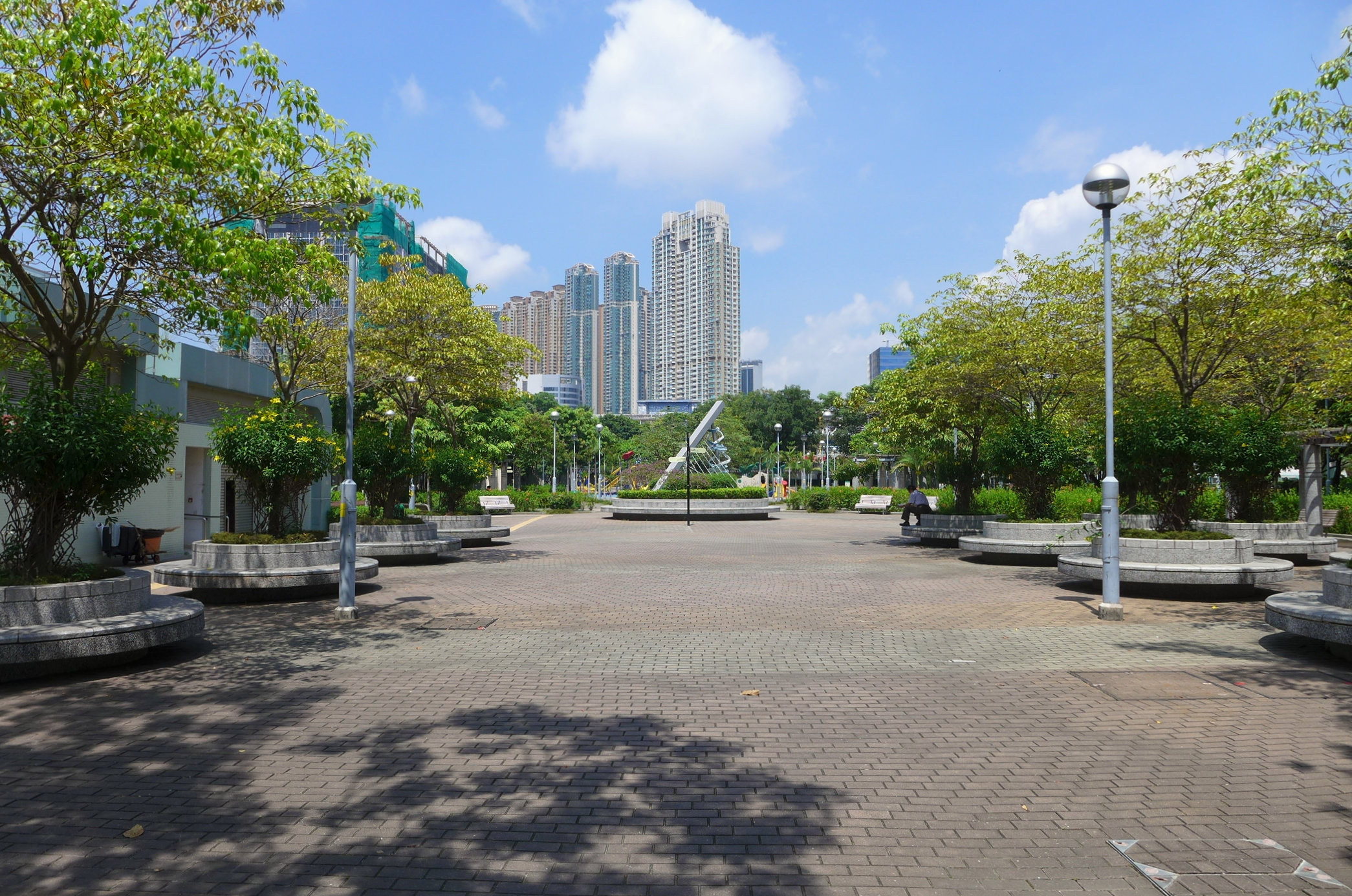
一期中央廣場
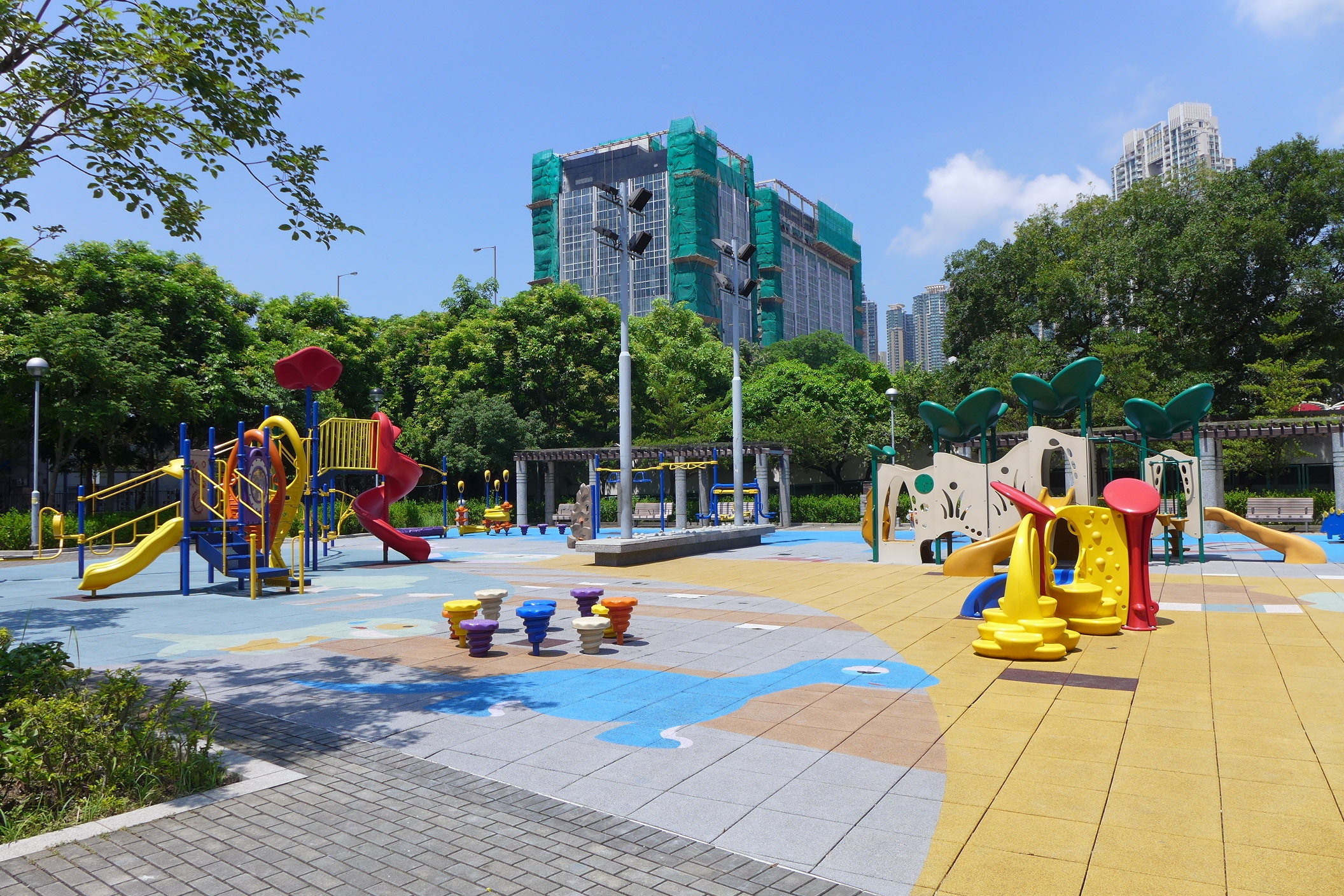
一期兒童遊樂場
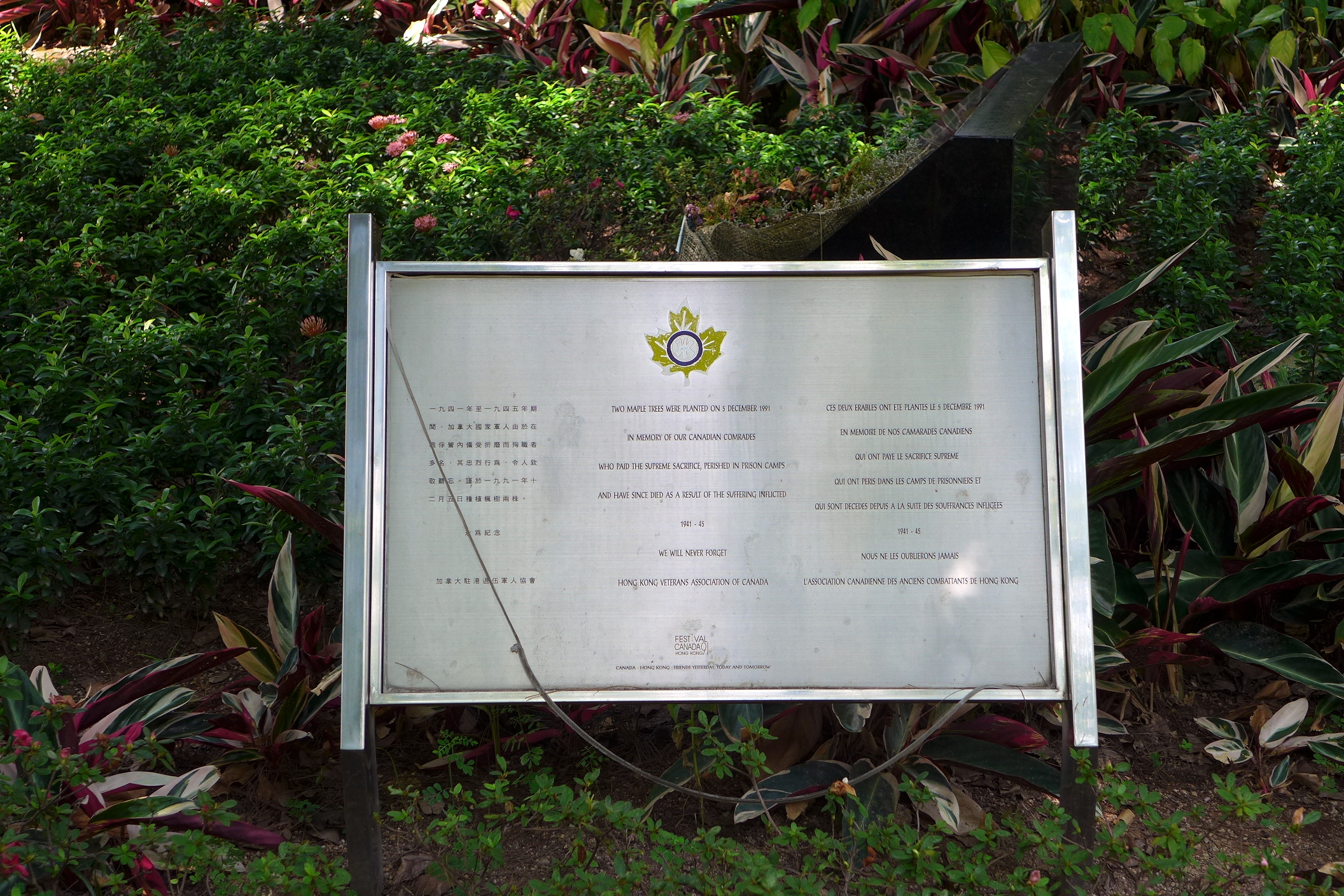
一期公園設置了兩塊紀念碑，以及1989年和1991年的兩次植樹，以紀念在香港保衛戰戰死的英國及加拿大軍人

### 第二期

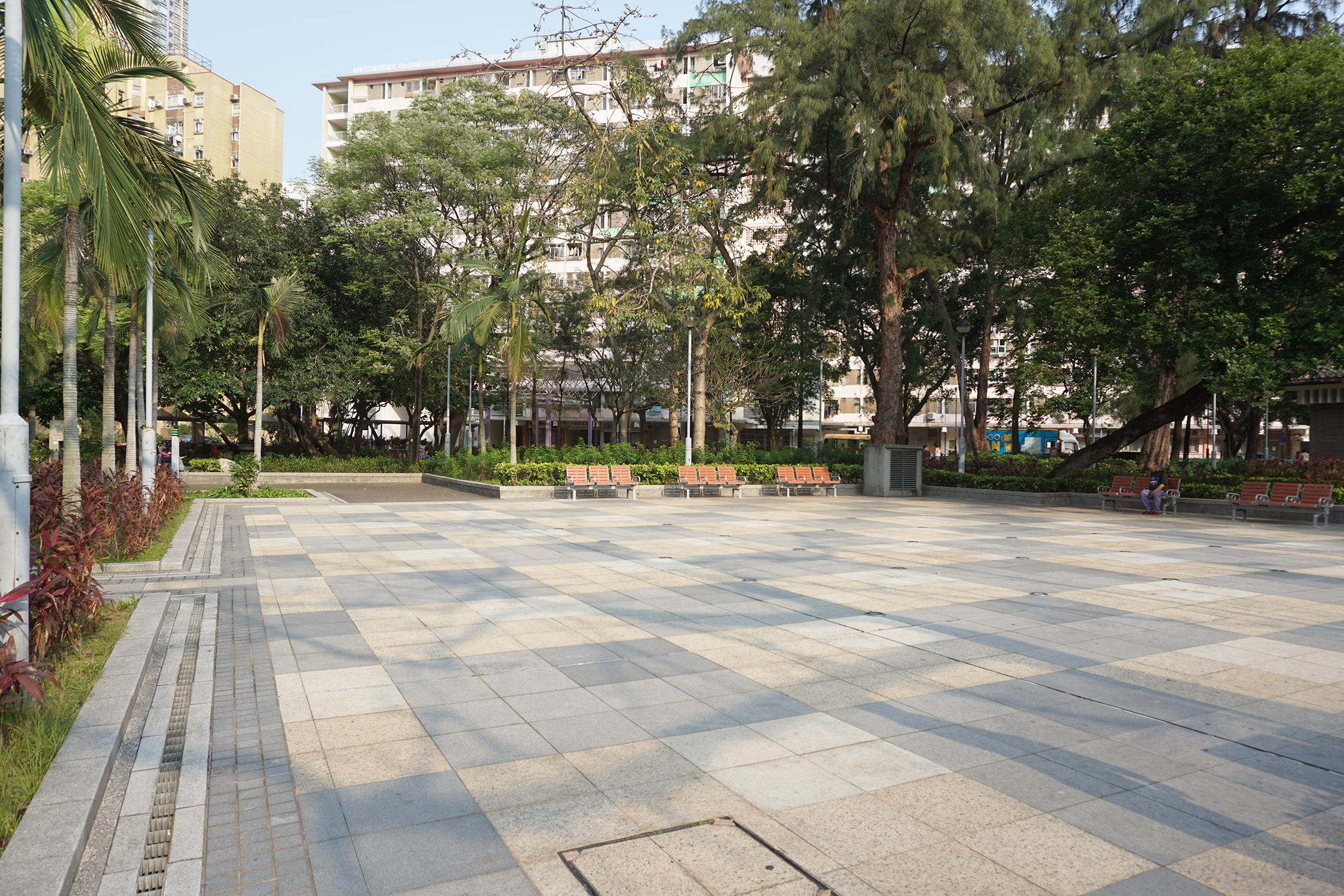
二期中央廣場
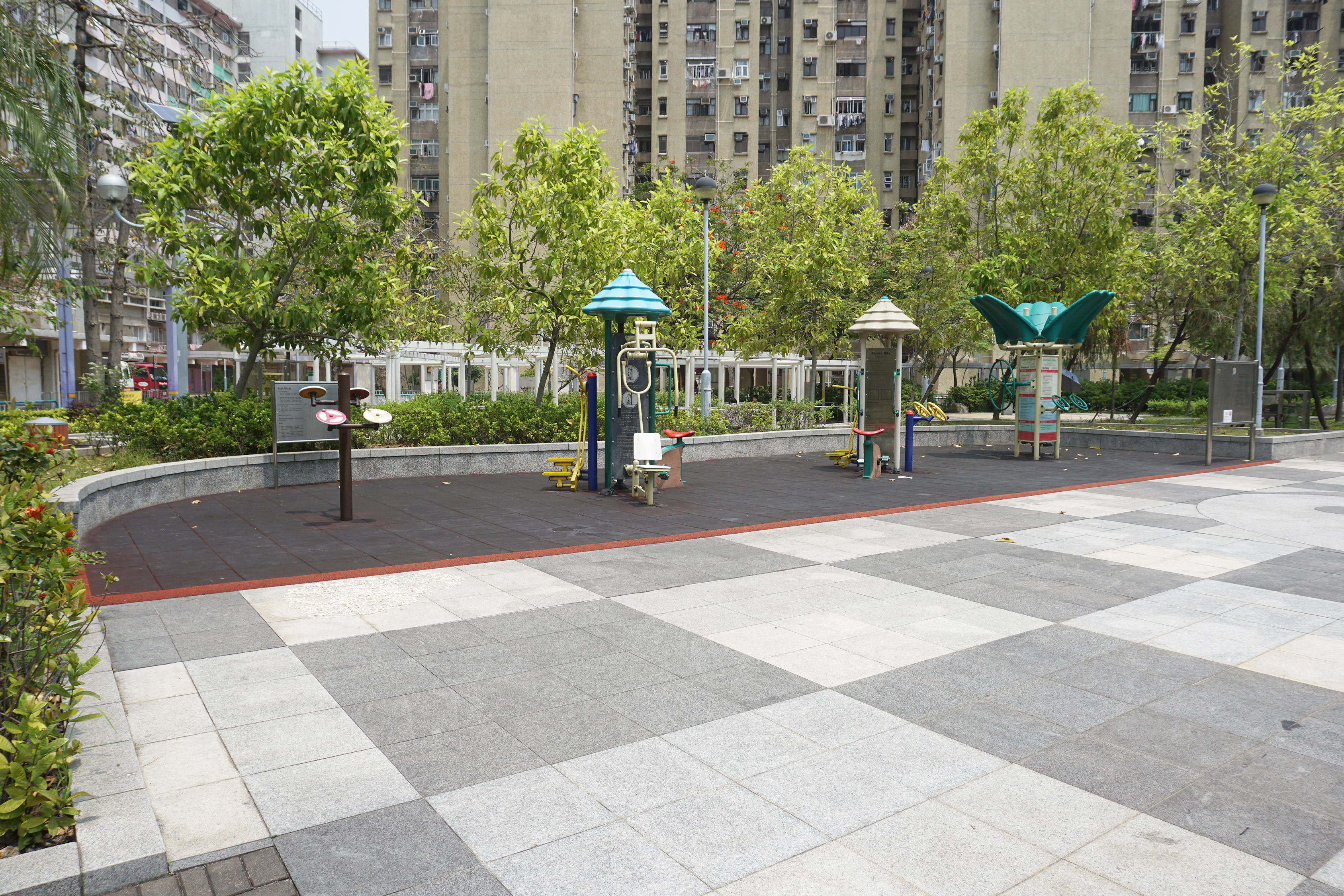
二期長者健體園地
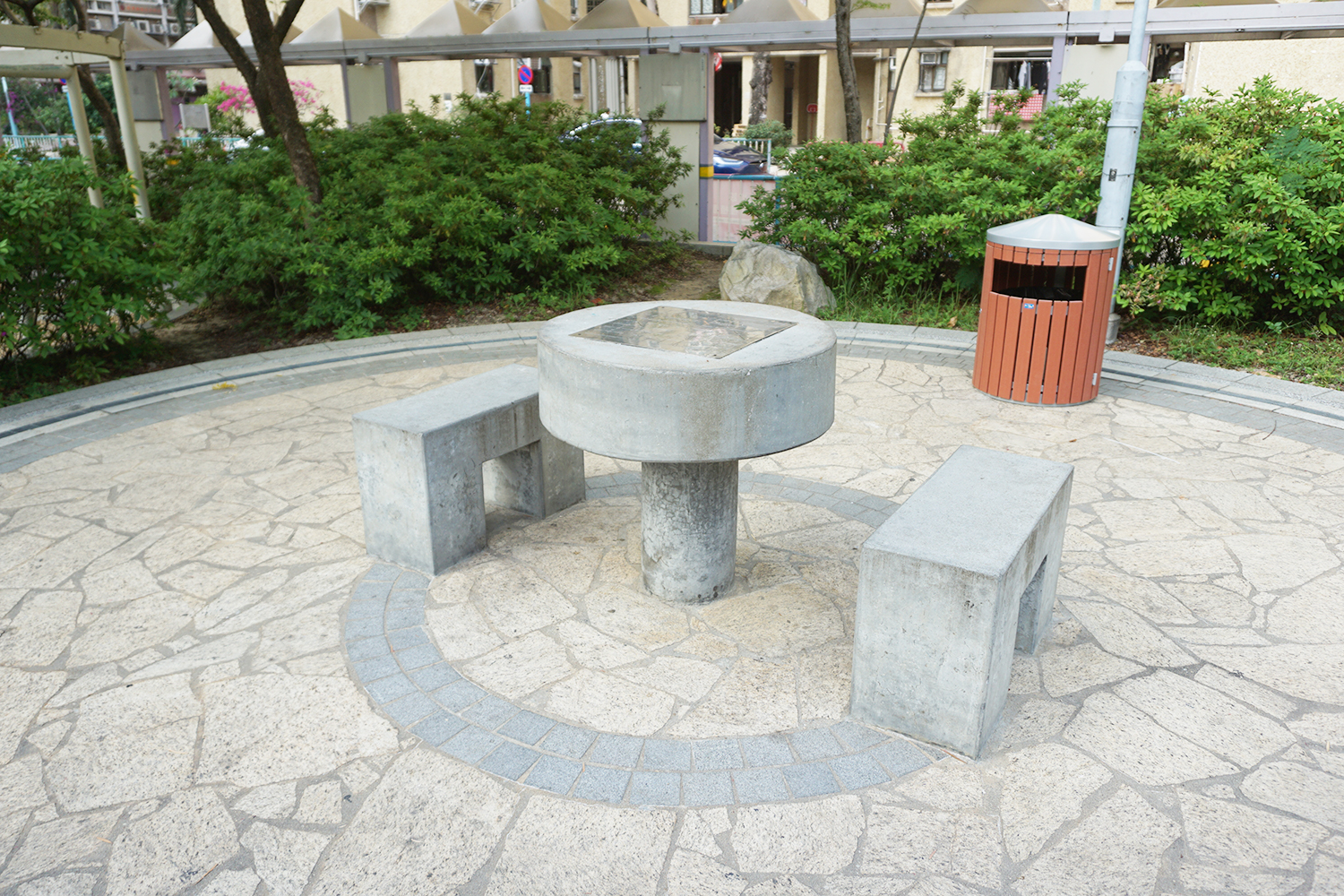
二期棋枱
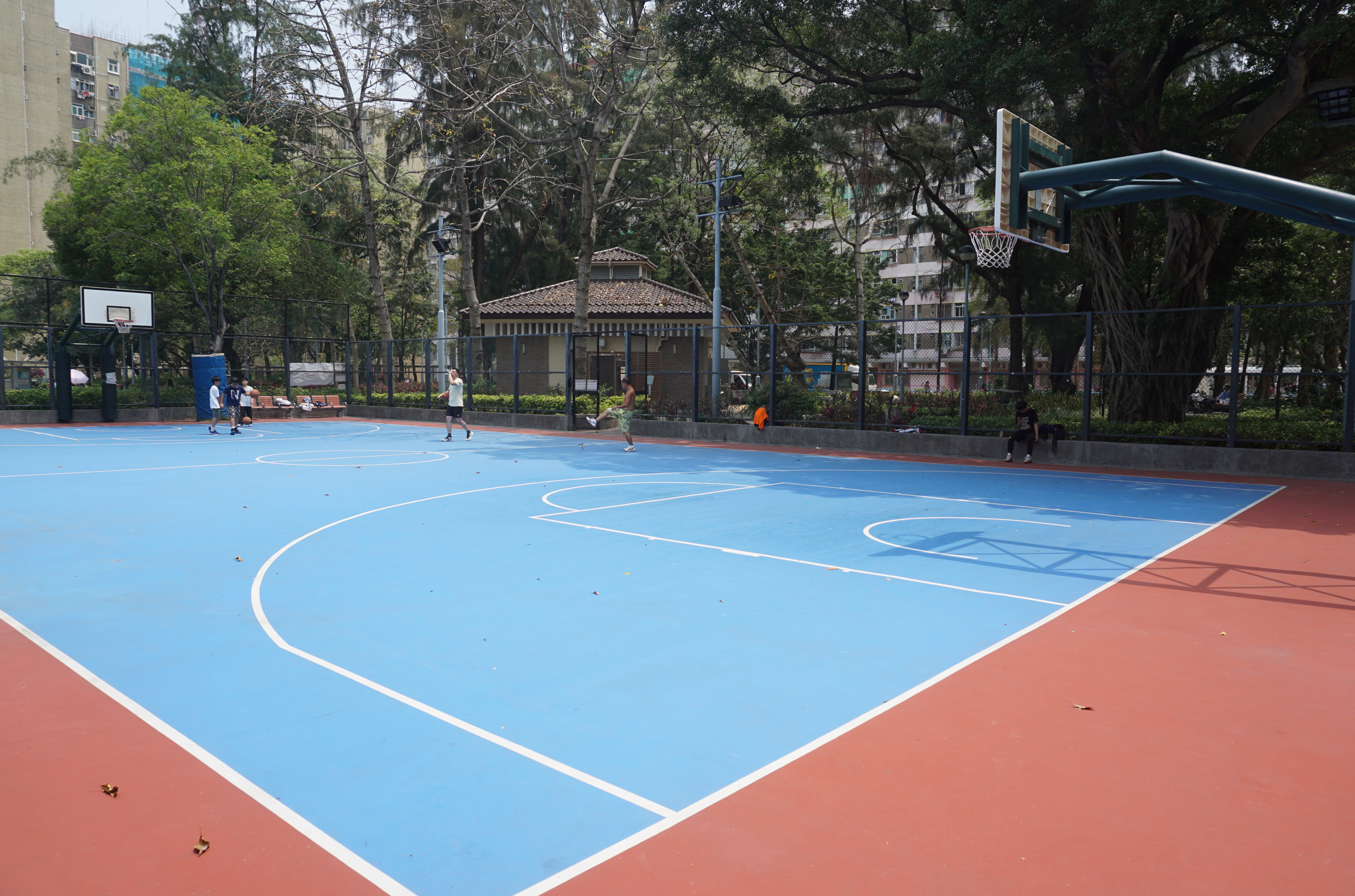
二期籃球場
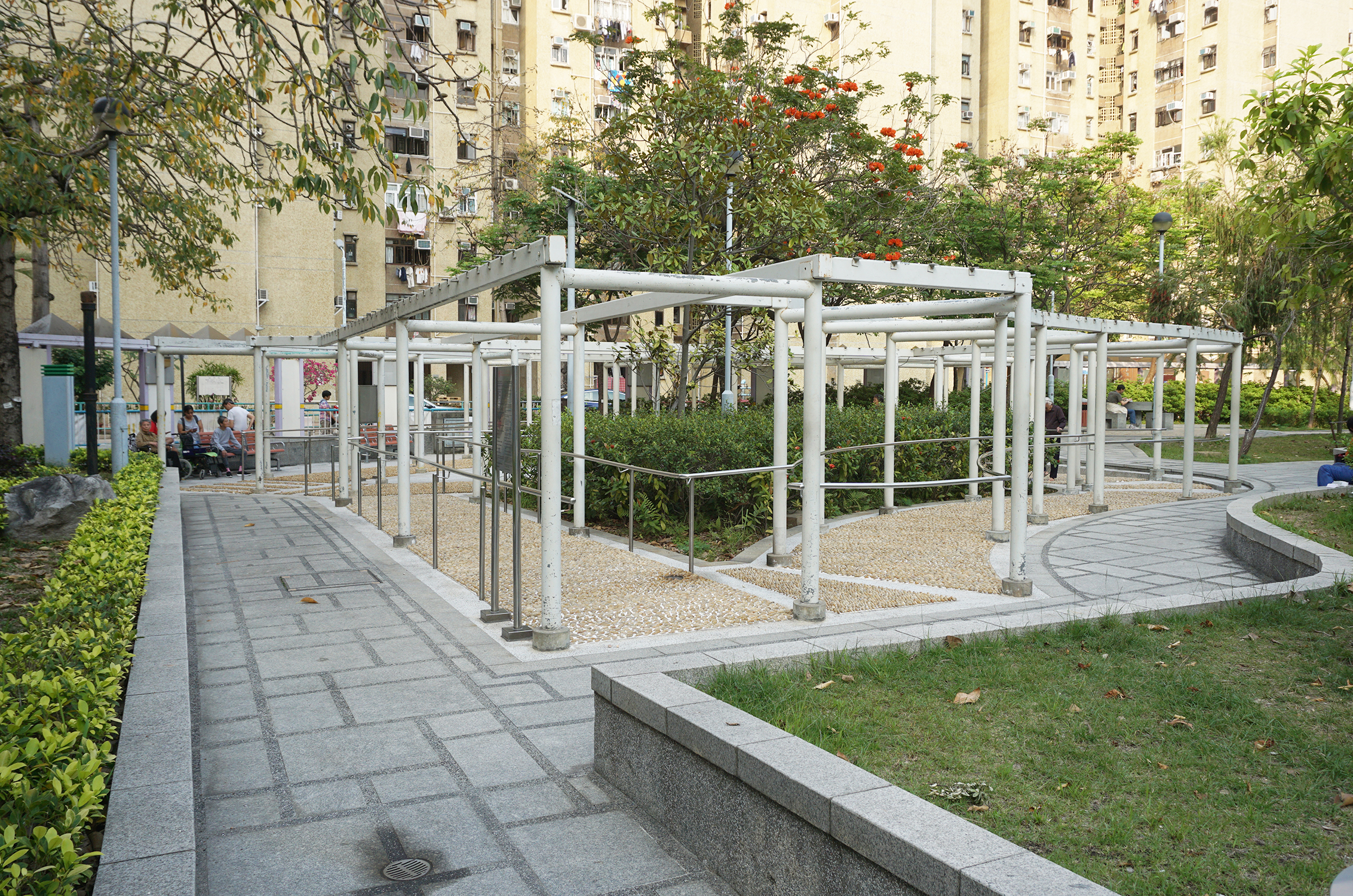
二期卵石路步行徑